# Antoine-Gaspard Boucher d'Argis
Pour les articles homonymes, voir Boucher.
Antoine-Gaspard Boucher d’Argis, né le 3 avril 1708 à Lyon, mort le 26 janvier 1791 à Paris, est un avocat français, représentant du droit naturel et un théoricien de l'histoire du droit.

## Biographie
Il est avocat au parlement de Paris, puis devient également conseiller au conseil souverain de Dombes en 1753.
Il est l'auteur d'un grand nombre de traités de jurisprudence. Il a publié les Règles pour former un avocat, de Pierre Biarnoy de Merville, en les retouchant et y joignant une Histoire abrégée de l’ordre des avocats.
À partir de 1742, il donne de nouvelles éditions du Recueil, par ordre alphabétique, des principales questions de droit de Barthélemy-Joseph Bretonnier (1656-1727). À partir de 1749, il propose des éditions augmentées du Dictionnaire de droit et de pratique de Claude de Ferrière, en 2 volumes in-4°. Il a par ailleurs fourni plus de 4 000 articles sur le droit dans les volumes iii à xvii de l’Encyclopédie de Diderot et D’Alembert, dont le remarqué article Sodomie.
Son fils est André-Jean Boucher d'Argis.

## Publications

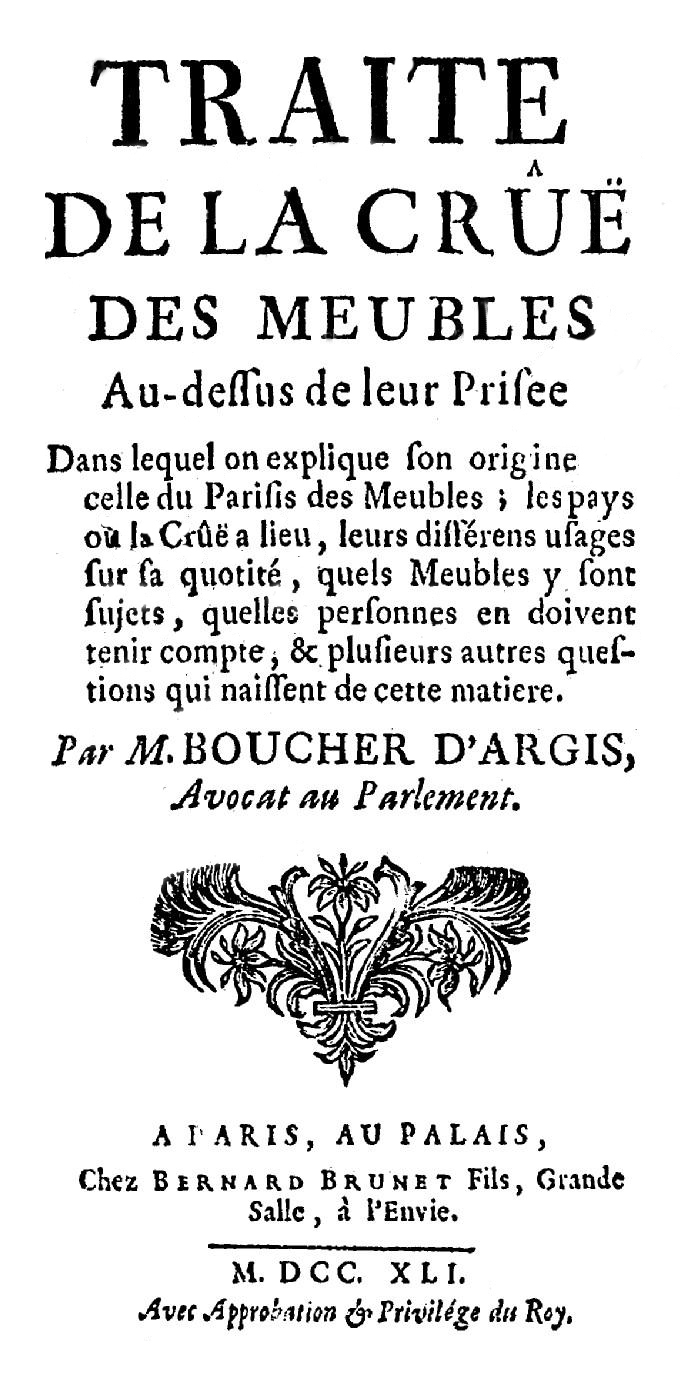
Frontispice du Traité de la crûë, 1741.

- Traité des gains nuptiaux et de survie, qui sont en usage dans les païs de droit écrit, tant du ressort du parlement de Paris, que des autres parlemens, Lyon : chez Duplain Père & Fils, 1738 Texte en ligne
- Traité de la cruë des meubles au-dessus de leur prisée, dans lequel on explique son origine, & celle du parisis des meubles ; les pays où la crûe a lieu; leur différens usages sur la quotité ; quels meubles y sont sujets ; quelles personnes en doivent tenir compte ; & plusieurs autres questions qui naissent de cette matière, Paris, Brunet fils, 1741 Texte en ligne & Paris, Saugrain, 1768. In-12.
- Code rural, ou Maximes et réglemens concernant les biens de campagne, la chasse, la pêche, les baux, les troupeaux et bestiaux…, Paris, Prault père, 1749 et 1762, 2 vol. in-12 ; 1774, 3 vol. in-12, XLI-387, 392 et 459 p. Tome I en ligne - Tome II en ligne - Tome III en ligne ; éd. en 1794, 3 vol. in-12.
- Principes sur la nullité du mariage, pour cause d'impuissance, [Londres], 1756 Texte en ligne

## Sources
Cet article comprend des extraits du Dictionnaire Bouillet. Il est possible de supprimer cette indication, si le texte reflète le savoir actuel sur ce thème, si les sources sont citées, s'il satisfait aux exigences linguistiques actuelles et s'il ne contient pas de propos qui vont à l'encontre des règles de neutralité de Wikipédia.